# Ferenc Kiss (zapaśnik)
Ferenc Kiss (ur. 5 stycznia 1942 w Nick, zm. 8 września 2015 w Budapeszcie) – węgierski zapaśnik walczący w stylu klasycznym. Brązowy medalista olimpijski z Monachium 1972, piąty w Tokio 1964 i dziesiąty w Meksyku 1968. Walczył w kategorii 97 – 100 kg.
Wicemistrz świata w 1965 i 1970. Trzykrotny medalista mistrzostw Europy w latach 1967 – 1970 roku.
- Turniej w Tokio 1964

Pokonał Maruti Mane z Indii i Petara Cucića z Jugosławii, a przegrał z Rostomem Abaszidze z ZSRR i Perem Svenssonem ze Szwecji.
- Turniej w Meksyku 1968

Pokonał Jürgena Klinge z NRD i Heinza Kiehla z RFN, a przegrał z Rumunem Nicolae Martinescu.
- Turniej w Monachium 1972

Pokonał Fredi Albrechta z NRD, Lorenza Hechera z RFN, Andrzeja Skrzydlewskiego i przegrał z Rumunem Nicolae Martinescu.